# Charlotte af Monaco
 Der er for få eller ingen kildehenvisninger i denne artikel, hvilket er et problem. Du kan hjælpe ved at angive troværdige kilder til de påstande, som fremføres i artiklen.

Prinsesse Charlotte af Monaco, hertuginde af Valentinois (Charlotte Louise Juliette Louvet, fra 1919: Charlotte Louise Juliette Grimaldi; født 30. september 1898 i Constantine i Fransk Algeriet, død 15. november 1977 i Paris, Frankrig) var en monegaskisk prinsesse. 
Hun var datter af fyrst Louis 2. af Monaco og blev selv mor til fyrst Rainier 3. af Monaco og farmor til fyrst Albert 2. af Monaco.
Prinsesse Charlotte var Monacos tronfølger (arveprinsesse) i 1922–1944.

## Fyrstens datter
Som tronfølger levede arveprins Louis af Monaco sammen med kabaretsangerinden Marie Juliette Louvet (1867–1930). I 1898 blev de forældre til prinsesse Charlotte. Parret blev aldrig gift, men i 1919 adopterede prins Louis sin 21-årige datter, og hun fik navnet Charlotte Grimaldi. 

## Arvespørgsmålet
Louis af Monaco havde ingen søskende, og han havde havde heller ingen legitime arvinger. Der var ganske en tysk slægtning (Wilhelm Karl Florestan Gero Crescentius, hertug af Urach), der stod til at arve tronen. Frankrig ville dog ikke acceptere en tysk fyrste i Monaco. Hvis arvespørgsmålet ikke blev løst, så ville Frankrig annektere Monaco.
Efter den monegaskiske revolution i 1910, underskrev fyrst Albert 1. af Monaco, der var Charlottes farfar, en ny grundlov i 1911. Her blev Charlotte Louvet indsat i arvefølgen. Denne bestemmelse blev i midlertidigt kendt ugyldig, og arvekrisen fortsatte.
I 1922 blev Charlotte Grimaldis far fyrste, og hun blev anerkendt som tronfølger (arveprinsesse). I 1944 gav hun afkald på arveretten til fordel for sin 21-årige søn, den senere fyrste Rainier 3. af Monaco.

## Ægteskab
I 1920 blev prinsesse Charlotte af Monaco gift med greve Pierre de Polignac (1895–1964). De fik to børn:
- prinsesse Antoinette af Monaco, baronesse af Massy (1920–2011)
- fyrst Rainier 3. af Monaco (1923–2005)

## Forfædre
Der var flere udenlandske fyrstelige blandt prinsesse Charlottes forfædre. Hun var bl.a. tipoldedatter af storhertug Karl af Baden og storhertuginde Stéphanie de Beauharnais (adoptivdatter af kejser Napoleon 1. af Frankrig).